# Емилия Коюмджиева
Емилия Иванова Коюмджиева е българска палеонтоложка.

## Биография
Емилия Иванова Коюмджиева е родена на 10 октомври 1929 година в София в семейството на издателя и преводача Иван Симеонов Коюмджиев (1900 – 1989) и преводачката Тотка Ненова. Завършва средното си образование в Първа девическа гимназия през 1948 година. В същата година записва специалност геология в Софийския университет, която завършва през 1953 година. През 1959 година Емилия Коюмджиева защитава дисертация на тема „Миоценът в басейна на река Огоста“.
Работи последователно като технически специалист и проектант в „Енергопроект“, а от 1960 година като научен сътрудник към Научноизследователския геологически институт към Комитета по геология и минерални ресурси, а след сливането му с Геологическия институт на Българската акедемия на науките, минава към последния. От 1982 година е ръководител на секция „Палеонтология“ в Геологическия институт на БАН. През 1988 година Емилия Коюмджиева защитава дисертация за степента „доктор на науките“ на тема „Миоценски молюски от СЗ България (таксономия, палеоекология и екостратиграфия)“. В периода от 1972 до 1982 година работи три години като геолог в геоложката група на БАН в помощ на Кубинската академия на науките във връзка с изготвянето на геоложка карта на Куба.
Научните ѝ интереси са насочени главно към изучаването на неогена в България и по света. Тя е авторка на повече от 100 научни статии. През 1960 година публикува монография от поредицата „Фосилите на България – том VII. Тортон (Виено-панонски тип)“, а през 1969 година „Фосилите на България – том VIII. Сармат, Молюски“.
Участва в уреждането и обогатяването на Музея по палеонтология и исторична геология музей в Софийския университет. Участва и с част от своята колекция в експозицията „Палеонтология“ на Националния природонаучен музей.
Умира на 8 юни 1989 година в София.

## Избрана библиография
- Коюмджиева, Емилия; Срашимиров, Б. Тортон //  Фосилите на България. Т. VII.   Българска академия на науките, 1960. OCLC 1071442732.
- Коюмджиева, Емилия. Сармат //  Фосилите на България. Т. VIII.   Българска академия на науките, 1969. OCLC 1072853228.

- Експозиция на Неозойската ера в Националния природонаучен музей
- Изложба на периода неоген в Музея по палентология и исторична геология на Софийския университет „Свети Климент Охридски“
- Съвременна морска фауна от Атлантическия океан (Куба) – Колекция на Емилия Коюмджиева в Музея по палеонтология и исторична геология на Софийския университет „Свети Климент Охридски“